# Astragalus chartostegius
Astragalus chartostegius är en ärtväxtart som beskrevs av Pierre Edmond Boissier och Heinrich Carl Haussknecht. Astragalus chartostegius ingår i släktet vedlar, och familjen ärtväxter. Inga underarter finns listade i Catalogue of Life.